# Bundesautobahn 69
Bundesautobahn 69 (Abkürzung: BAB 69) – Kurzform: Autobahn 69 (Abkürzung: A 69) – war der Projektname einer geplanten Autobahn, die von der A 61 bei Schifferstadt über Wörth am Rhein zur deutsch-französischen Grenze bei Lauterbourg verlaufen sollte. Dort wäre sie durch die französische A35 weitergeführt worden. Heute verläuft auf ähnlicher Trasse die teilweise autobahnähnlich ausgebaute Bundesstraße 9. Die A 69 hätte die A 65 im Wörther Kreuz gequert.
Im Bundesverkehrswegeplan aus dem Jahre 2003 war der Lückenschluss nach Frankreich als Neubau der B 9 noch immer im Weiteren Bedarf eingestuft, im 2016 veröffentlichten Entwurf für den Bundesverkehrswegeplan 2030 ist das Vorhaben nicht mehr enthalten.